# Ongos

Ehemaliges Logo (bis August 2023)

Der FC Ongos (bis August 2023 Tura Magic) ist ein 2005 gegründeter Fußballverein aus Windhoek-Katutura in Namibia. Heimatstadion ist das Sam-Nujoma-Stadion.

## Männer
Die Männerauswahl stieg in der Saison 2011/12 aus der Namibia First Division in die Namibia Premier League auf. Der Verein verkaufte im August 2023 sein Erstligastartrecht an Ongos. Gleichzeitig wurde der Zweitligist Namib Colts, der zu Tura Magic gehört, in Tura Magic umbenannt.

## Frauen
Die Frauenfußball-Auswahl von Ongos Ladies (bis 2023 Tura Magic Ladies) wurde im Jahr 2015 aus der Jacqueline Shipanga Academy ausgegliedert. Das Team gewann in der Saison 2015/16 die Meisterschaft, mit 60 von maximal 60 Punkten und erzielten 237 Tore und fing nur ein Gegentor ein. Auch 2018/19 wurde das Team Meister, ebenso wie in der Saison 2023 und der Saison 2023/24. 2021 gewann das Team den namibischen Pokalwettbewerb.
Das Team trägt seine Heimspiele auf einem Kunstrasenplatz an den Namibia Football Association-Zentrale in Windhoek-Katutura aus.
2021 nahm die Mannschaft als einzige namibische bei der ersten Austragung der COSAFA Women’s Champions League des Council of Southern Africa Football Associations teil. Die Mannschaft will an der CAF Women’s Champions League 2024 teilnehmen. Der Ongos Ladies FC ist der erste Verein in der namibischen Frauenfußballgeschichte, der seinen Spielerinnen (seit der Saison 2023/24) ein Gehalt bezahlt.

### Erfolge
- Women’s Super League: 2012 (als Jacqueline Shipanga Academy FC), 2016, 2019, 2023, 2024
- NFA-Cup: 2024
- NFA Women Super Cup: 2021
- Hage-Geingob-Cup: 2024